# Bulong
Bulong is een spookdorp in de regio Goldfields-Esperance in West-Australië. Het maakt deel uit van het lokale bestuursgebied (LGA) City of Kalgoorlie-Boulder.  

## Geschiedenis
Ten tijde van de Europese kolonisatie leefden de Maduwongga Aborigines in de streek.
In 1893 werd er goud ontdekt wat leidde tot een goldrush. Het is onduidelijk door wie en wanneer het eerste goud werd gevonden. Arthur Reid beweert in zijn boek Those Were the Days januari 1894, een andere bron spreekt over mei 1894. Volgens Jules Raeside in zijn boek Golden Days werd het eerste goud ontdekt door een Aboriginesman genaamd Tiger. Documenten van het departement Mijnen tonen aan dat een groep goudzoekers: Kennedy, Hogan, Turnbull, Henry en Holmes, reeds in november 1893 een lease registreerden die ze I.O.U. noemden. Bulong werd oorspronkelijk ook I.O.U. genoemd.
In 1895 werd Bulong officieel gesticht. De naam was afgeleid van Boolong, de naam die de Aborigines aan een nabijgelegen waterbron gaven. Bulong was in die tijd een belangrijke plaats en het administratieve centrum van de omgeving. Van 13 november 1896 tot 10 december bestond het 'Bulong Municipal District' en van 22 november 1899 tot 9 juni 1911 het 'Bulong Road District'. Het 'Bulong Municipal District' ging op in het 'Bulong Road District' en het 'Bulong Road District' ging op in het 'Kalgoorlie Road District'.
Rond 1900 telde Bulong 620 inwoners. De goudmijnen uit de omgeving hadden toen bijna 500 kilogram goud geproduceerd. Bulong telde zes hotels, een politiekantoor, drie winkels, een technisch instituut, een gemeenschapszaal, een staatsziekenhuis, een brouwerij en enkele kerken.
Tegen 1908 liep de goudproductie rondom Bulong op zijn einde. Er rest enkel nog een kerkhof, wat ruïnes en tal van verlaten mijnschachten.

## 21e eeuw
Rond de eeuwwisseling was in Bulong een nikkelmijn actief. Het bedrijf dat de mijn uitbaatte kon in 2005 niet meer aan zijn betalingsverplichtingen voldoen en werd in 2013 failliet verklaard. Het zadelde de overheid met een rekening op van meer dan zes miljoen Australische dollar voor de opkuis van de vervuilde mijnsite.

## Ligging
Bulong ligt 580 kilometer ten oostnoordoosten van de West-Australische hoofdstad Perth, 226 kilometer ten noorden van Norseman en 34 kilometer ten oosten van het aan de Goldfields Highway gelegen Kalgoorlie, de hoofdplaats van het lokale bestuursgebied waarvan het deel uitmaakt.
De zuidelijke grens van het gebied dat tot Bulong behoort wordt door de Trans-Australian Railway gevormd. In Bulong stoppen geen treinen.

## Klimaat
Bulong kent een warm steppeklimaat, BSh volgens de klimaatclassificatie van Köppen.

## Externe link

Bestuurlijke evolutie van Broad Arrow